# ASPV Strasbourg
Association Sportive Pierrots Vauban Strasbourg je francouzský fotbalový klub, který hraje v šesté nejvyšší francouzské soutěži Division d'Honneur. Klub byl založen v roce 1921 a své domácí utkání hraje na stadionu Stade Vauban s kapacitou pro 3000 diváků.

## Významní hráči
- Karim Matmour
- Arsène Wenger